# Gerard Burek
Gerard Andrzej Burek (ur. 1932 w Lublińcu, zm. 21 listopada 2013) – polski działacz spółdzielczy, regionalny i samorządowy związany z Górnym Śląskiem, prezydent Lublińca (1969–1972), obecnie przewodniczący Stowarzyszenia Miłośników Lublińca. 

## Życiorys
Po ukończeniu szkoły średniej w Lublińcu podjął pracę zawodową jednocześnie studiując zaocznie administrację. W 1957 przystąpił do Stowarzyszenia Miłośników Historii i Kultury Ziemi Lublinieckiej (obecnie: Stowarzyszenie Miłośników Lublińca). 
W latach 1961–1989 działacz Stronnictwa Demokratycznego, z jego ramienia uzyskał mandat radnego Miejskiej Rady Narodowej w Lublińcu. W późniejszym okresie zasiadał również odpowiednio w Powiatowej (w Lublińcu) i Wojewódzkiej Radzie Narodowej (w Katowicach). W latach 1967–1969 pełnił obowiązki kierownika Spółdzielni Mieszkaniowej „Strzecha” i pełnomocnika Zarządu. Od 1969 do 1972 sprawował funkcję przewodniczącego Prezydium Miejskiej Rady Narodowej (odpowiednika prezydenta miasta). Po odejściu z urzędu powrócił do pracy w Spółdzielni, będąc jej prezesem i kierownikiem (do 1979 i w latach 1981–1987). Pełnił również obowiązki przewodniczącego Rady Nadzorczej Powszechnej Spółdzielni Spożywców, był również dyrektorem Inspektoratu PZU w Lublińcu. 
W wyborach 1990 wybrany do Rady Miasta, był członkiem Zarządu do 1994. Należał do inicjatorów powstania oddziału Związku Górnośląskiego w Lublińcu. Był współtwórcą oraz redaktorem naczelnym Nowin Lublinieckich (1990–1993). 
Pełnił obowiązki prezesa Stowarzyszenia Miłośników Lublińca. Był chórzystą, od 1955 śpiewał w chórze kościoła św. Stanisława Kostki w Lublińcu.